# Reinado Internacional del Café 2016
Reinado Internacional del Café 2016 fue la XLV edición del certamen Reinado Internacional del Café, el cual se realizó del 2 al 9 de enero de 2016 durante el marco de la Feria de Manizales en Manizales, Colombia. Al evento asistieron 25 candidatas de diferentes países del mundo. Al final del evento, la reina saliente Yuri Uchida de Japón coronó a Maydeliana Díaz Parada representante de Venezuela como su sucesora, ganando el cuarto título de este país en el certamen.

## Resultados
| Posición                             | Candidata                        |
| ------------------------------------ | -------------------------------- |
| Reina Internacional del Café 2016    | - Venezuela - Maydeliana Díaz    |
| Virreina Internacional del Café 2016 | - Brasil - Júlia Horta           |
| Primera Princesa                     | - Colombia - Laura Prada         |
| Segunda Princesa                     | - España - María José García     |
| Tercera Princesa                     | - Estados Unidos - Jeslie Mergal |

## Premios especiales
| Premio          | Candidata                     |
| --------------- | ----------------------------- |
| Mejores Piernas | - Colombia - Laura Prada      |
| Mejor Cabello   | - Venezuela - Maydeliana Díaz |

### Reina de la Policía
| Posiciones                    | Delegadas                                                                                                 |
| ----------------------------- | --- |
| Reina de los Carabineros 2016 | - Costa Rica - Lisbeth Valverde                                                                           |
| Top 5                         | - Brasil - Júlia Horta - España - María José García - Japón - Nanami Tomita - Venezuela - Maydeliana Díaz |

### Mejor Catadora de Café
| Posiciones             | Delegadas |
| ---------------------- | --- |
| Mejor Catadora de Café | - Puerto Rico - Iolette Cruz |
| Top 6                  | - Chile - Scarlet Astroza - Colombia - Laura Prada - Costa Rica - Lisbeth Valverde - Japón - Nanami Tomita - Panamá - Catherine Agrazal |

## Jurado Calificador
- Vanessa Mendoza - Señorita Colombia 2001.
- Andrés Pajón - Diseñador de Modas con trayectoria internacional.
- Natalia Robledo Luna - Editora de la Revista Jet Set.

## Candidatas
25 candidatas compitieron por el título:
| País                 | Candidata                         | Edad | Estatura | Residencia         |
| -------------------- | --------------------------------- | ---- | -------- | ------------------ |
| Alemania             | Selina Kriechbaum                 | 20   | 1.75 m   | Fráncfort del Meno |
| Argentina            | María Emilia Colombo Romero       | 21   | 1.71 m   | San Juan           |
| Aruba                | Thalia Gabriela Croes             | 20   | 1.78 m   | Oranjestad         |
| Bahamas              | Danielle Alexandrea Pratt         | 19   | 1.76 m   | Freeport           |
| Bolivia              | Claudia María Tavel Antelo        | 26   | 1.72 m   | Santa Cruz         |
| Brasil               | Júlia do Vale Horta               | 21   | 1.72 m   | Juiz de Fora       |
| Canadá               | Paola Nunez Valdez                | 24   | 1.72 m   | Toronto            |
| Chile                | Scarlet Slette Astroza Said       | 20   | 1.71 m   | Santiago           |
| Colombia             | Laura Margarita Prada Anaya       | 24   | 1.75 m   | Bogotá             |
| Costa Rica           | Lisbeth Tatiana Valverde Brenes   | 20   | 1.72 m   | San Ramón          |
| El Salvador          | Dayana Escarleth Requeno Juares   | 21   | 1.70 m   | San Miguel         |
| España               | María José García Breva           | 21   | 1.75 m   | Huelva             |
| Estados Unidos       | Jeslie Mergal                     | 23   | 1.73 m   | Miami              |
| Guatemala            | Marilyn Zuleyma Grávez            | 23   | 1.77 m   | Zacapa             |
| Honduras             | Gabriela Vanessa Salazar Valle    | 23   | 1.75 m   | Tegucigalpa        |
| Japón                | Nanami Tomita                     | 25   | 1.71 m   | Chiba              |
| Nicaragua            | María Laura Ramírez Castillo      | 18   | 1.72 m   | Masaya             |
| Panamá               | Catherine Argelia Agrazal Pinilla | 24   | 1.75 m   | Santiago           |
| Paraguay             | Katri Analía Villamayor Montiel   | 20   | 1.77 m   | Juan Mallorquín    |
| Perú                 | Carla Fiorella Vieira Bastidas    | 26   | 1.74 m   | Lima               |
| Portugal             | Inês Brusselmans Ferreira Martins | 20   | 1.70 m   | Oeiras             |
| Puerto Rico          | Iolette Marie Cruz Rodríguez      | 19   | 1.72 m   | San Juan           |
| República Dominicana | Moesha Henríquez Suazo            | 19   | 1.70 m   | Santiago           |
| Uruguay              | Yuliana Gladys Peixoto Dziekonski | 22   | 1.70 m   | Canelones          |
| Venezuela            | Maydeliana Liyimar Díaz Parada    | 18   | 1.74 m   | Maracay            |

## Crossovers
- Algunas de las delegadas del Reinado Internacional del Café 2016 han participado, o participarán, en otros certámenes internacionales:

| Miss Universo - 2019: Brasil - Julia Horta (Top 20) - (Representó a Brasil en Atlanta, Estados Unidos) - 2015: Canadá - Paola Nunez - (Representó a Canadá en Las Vegas, Estados Unidos) - 2014: Bolivia - Claudia Tavel - (Representó a Bolivia en Doral, Estados Unidos) Miss Mundo - 2015: Honduras - Gabriela Salazar - (Representó a Honduras en Sanya, China) - 2016: Nicaragua - María Laura Ramírez - (Representara a Nicaragua en Maryland, Estados Unidos) Miss Supranacional - 2015: Portugal - Inés Brusselmans - (Representó a Portugal en Krynica-Zdrój, Polonia) Miss Intercontinental - 2014: Estados Unidos - Jeslie Mergal (Primera Finalista) - (Representó a Cuba en Magdeburgo, Alemania) - 2015: Costa Rica - Lisbeth Valverde - (Representó a Costa Rica en Magdeburgo, Alemania) Miss Reina Internacional del Turismo - 2015: Bahamas - Danielle Pratt - (Representó a Bahamas en Wenzhou, China) Top Model of the World - 2015: Alemania - Selina Kriechbaum (Top 17) - (Representó a Mar Báltico en El Gouna, Egipto) | Miss Continentes Unidos - 2014: Honduras - Gabriela Salazar - (Representó a Honduras en Guayaquil, Ecuador) Reina Hispanoamericana - 2013: Bolivia - Claudia Tavel (Sexta Finalista) - (Representó a Bolivia en Santa Cruz de la Sierra, Bolivia) Miss América Latina - 2015: Costa Rica - Lisbeth Valverde (Cuarta Finalista) - (Representó a Costa Rica en Riviera Maya, México) Miss Latinoamérica - 2012: Honduras - Gabriela Salazar - (Representó a Honduras en Ciudad de Panamá, Panamá) Miss Mesoamérica Internacional - 2015: El Salvador - Escarleth Requeno - (Representó a El Salvador en San Salvador, El Salvador) Miss Mesoamérica - 2013: El Salvador - Escarleth Requeno (Ganadora) - (Representó a El Salvador en Ciudad de Guatemala, Guatemala) Miss Centroamérica - 2014: Costa Rica - Lisbeth Valverde (Ganadora) - (Representó a Costa Rica en León, Nicaragua) Miss Costa Maya Internacional - 2015: Honduras - Gabriela Salazar (Ganadora) - (Representó a Honduras en San Pedro Sula, Honduras) |

### Candidatas Retiradas
- Ecuador - Vivian Alejandra Torres había sido anunciada como representante de este país en el concurso, pero fue retirada por razones desconocidas.
- Haití - Seydina Allen había sido anunciada como candidata de este país en el concurso y su perfil ya aparecía en la página web de la Feria de Manizales fue retirada por razones desconocidas.

### Retiros
- Haití
- México

### Regresos
- Participaron por última vez en 2014.
  -  Aruba
  -  España
  -  Estados Unidos
  -  Uruguay